# Джигме Синге Вангчук
Джигме Синге Вангчук (роден на 11 ноември 1955 г.) е четвъртият крал на Бутан.
Качва се на престола през 1972 г. след смъртта на баща си, третия крал Джигме Дорджи Вангчук. На 14 декември 2006 г. се оттегля от престола в полза на сина си Джигме Хесар Намгиал Вангчук.

## Биография

### Политика
Четвъртият крал на Бутан продължава политиката на баща си – постепенна модернизация с максимално съхранение на бутанските традиции. През 1988 г. въвежда реда „Дриглам Намжа“ (Поведение и Етикет), съгласно който всичките жители на страната са задължени да носят традиционно облекло и церемониални шалове, както и да изучават в училище националния език – дзонгкха. В същото време той отменя или опростява много обичаи на средновековния етикет, например, серията поклони, които гражданите е трябвало да правят, когато в полезрението им се покаже кралския дворец. През 1998 г. със собствено решение ограничава абсолютната си власт и управлява страната съвместно с правителство. В края на 2003 г. той провежда първата в 21 век военна операция на Бутан срещу асамските сепаратисти, които използват бутанската територия за нападания в други части на Индия. Проведени са, също така, операции срещу непалските сепаратисти в южните части на страната.

### Личен живот
Джигме Синге Вангчук води прост начин на живот, предпочитайки да работи в малък дървен дом над столицата Тхимпху, вместо обширната резиденция в двореца си, която се използва от четирите му жени-кралици и Народното събрание на Бутан. Кралят добива известност на запад, след като формулира целта си за увеличение на брутното национално щастие, вместо увеличение на брутния национален продукт.
Кралят има 10 деца – петима синове и пет дъщери, като някои от тях са получили образование извън Бутан. На 17 декември 2005 г. кралят заявява, че ще се оттегли от престола си през 2008 г. в полза на сина си Джигме Кхесар Намгьел Вангчук. Той предава властта на сина си 2 години по-рано.

## Награди

### Национални
- Бутан:
  -  Глава на Кралския орден на Бутан (1972)[1]
  -  Глава на Ордена на Великата победа на Гръмотевичния дракон (1985)[1]
  -  Бутански медал в чест на коронацията на Джигме Кхесар Намгьял Вангчук (2008)

### Чуждестранни
- Япония: Висш орден на хризантемата (1987)[1]
- Непал: Орден на Оясви Раяня (1988)
- Кувейт: Орден на Мубарак Великия (1990)
- Бахрейн: Орден на Халифа, 1 клас (1990)
- Швеция: Кралски орден на Серафима (1994)

През 2005 г. крал Джигме Синге Вангчук е удостоен с наградата на ООН за екология „Champions of Earth Award“.